# Julien Leparoux
Florent Géroux (né le 15 juillet 1983) à Senlis, est un jockey franco-américain.

## Carrière
Fils d'un ex-jockey devenu assistant-entraîneur et garçon de voyage chez Jean de Roualle à Chantilly, Julien Leparoux émigre en 2003 en Californie où il devient cavalier d'entraînement pour l'entraîneur français Patrick Biancone. Il devient apprenti en 2005 et aligne les victoires, au point de devenir l'année suivante le leader des jockeys américains au classement par le nombre de victoires. Ses gains cette année-là atteignent 12,5 millions de dollars, ce qui fait de lui l'apprenti ayant remporté le plus de gains sur un an dans l'histoire des courses américaines. Son exceptionnelle saison lui vaut un Eclipse Award du meilleur apprenti. Passé professionnel en septembre 2006, il perd sa décharge d'apprenti mais se maintient parmi l'élite des jockeys, réussissant sa meilleure saison en 2009, où il remporte trois épreuves de la Breeders' Cup, un record. Troisième au classement final par les gains, il est récompensé par un Eclipse Award du meilleur jockey. En 2017, il acquiert la nationalité américaine. Il partage sa saison entre le Kentucky, la Floride et New York. En 2022, il cumulait près de 2 300 victoires et ses gains en course s'élevaient à plus de 186 millions de dollars.  

## Palmarès (groupe 1)
États-Unis
- Breeders' Cup Juvenile Turf – 1 – Nownownow (2007)
- Breeders' Cup Filly & Mare Turf – 1 –  Forever Together (2008)
- Breeders' Cup Juvenile Fillies – 1 –  She Be Wild (2009)
- Breeders' Cup Filly & Mare Sprint – 1 – Informed Decision (2009)
- Breeders' Cup Dirt Mile – 1 – Furthest Land (2009)
- Breeders' Cup Mile – 1 – Tepin (2015)
- Breeders' Cup Juvenile – 1 –  Classic Empire (2016)
- Turf Classic – 2 – Einstein (2009), Divisidero (2017)
- Beverly D. Stakes – 1 – Gorella (2006)
- Florida Derby – 1 – Dialed In (2011)
- First Lady Stakes – 5 – Gorella (2006), Forever Together (2008), Never Retreat (2011), Better Lucky (2013), Tepin (2015)
- Jenny Wiley Stakes – 3 – Forever Together (2009), Centre Court (2013), Tepin (2016)
- Diana Stakes – 2 – Forever Together (2008, 2009)
- Just A Game Stakes – 2 – Gorella (2006), Tepin (2015)
- Thoroughbred Club of America Stakes – 2 – informed Decision (2009), Irish Jasper (2016)
- Blue Grass Stakes – 2 – Java's War (2013), Irap (2017)
- Del Mar Oaks – 2 – Discreet Marq (2013), Dream Dancing (2017)
- Alcibiades Stakes – 2 – Peace and War (2014), Heavenly Love (2017)
- Maker's Mark Mile – 2 – Karelian (2010), Heart to Heart (2018)
- Flower Bowl Invitational Handicap – 2 – Pure Clan (2009), War Like Goddess (2021)
- Spinster Stakes – 1 – Asi Siempre (2006)
- Secretariat Stakes – 1 – Shamdinan (2007)
- American Oaks – 1 – Pure Clan (2008)
- Santa Anita Handicap – 1 – Einstein (2009)
- Humana Distaff Handicap – 1 – informed Decision (2009)
- Personal Ensign Stakes – 1 – Icon Project (2009)
- Carter Handicap – 1 – Warrior's Reward (2010)
- Test Stakes – 1 – Sweet Lulu (2013)
- Del Mar Futurity – 1 – Tamarando (2013)
- Queen Elizabeth II Challenge Cup – 1 – Kitten's Dumplings (2013)
- Acorn Stakes – 1 – Carina Mia (2016)
- Breeders' Futurity Stakes – 1 – Classic Empire (2016)
- Arkansas Derby – 1 – Classic Empire (2017)

 Canada
- Woodbine Mile – 2 – Turallure (2011), Tepin (2016)
- Queen's Plate – 1 – Sir Dudley Digges (2016)

 Royaume-Uni
- Queen Anne Stakes – 1 – Tepin (2015)